# Maria Strawińska-Mazur
Maria Strawińska-Mazur (ur. 1914 w Wodnikach, zm. 1992 w Kanadzie) – polska malarka, artystka plastyk. 

## Życiorys
Córka Edwarda Strawińskiego i Olgi z Cieńskich. Ukończyła studia na Akademii Sztuk Pięknych w Krakowie oraz historię sztuki na Uniwersytecie Jagiellońskim. Po wybuchu II wojny światowej razem z rodziną znalazła się we Lwowie, skąd zostali zesłani w rejon Semipałatyńska. W 1941 po ogłoszeniu amnestii udało jej się przedostać do jednego z punktów formowania Armii Polskiej, gdzie poznała swojego przyszłego męża Zygmunta Mazura. Podczas pobytu w Bejrucie poślubiła Zygmunta, studiowała malarstwo w Académie Libanaise des Beaux-Arts, w sierpniu 1949 emigrowali do Kanady. Od 1952 przez cztery lata wykładała na Uniwersytecie Montrealskim, 5 czerwca 1955 Mazurowie otrzymali obywatelstwo kanadyjskie, następnie wykładała historię sztuki na Uniwersytecie w Ottawie. Przez cały czas była czynną malarką, regularnie wystawiała swoje prace. 